# Tamásy Árpád
Fogarasi Tamásy Árpád (Kőhalom, 1861. december 9. – Budapest, 1939. február 1.) magyar honvédtiszt, altábornagyi rangban első világháborús hadosztályparancsnok, a Przemyśl erőd helyettes parancsnoka, a védelem irányítója. 1918-ban táborszernagy, hadtestparancsnok. (Nevét egyes források Tamássy formában írják). Német nyelvű dokumentumok Árpád Tamásy (Tamássy) von Fogaras néven említik.

## Élete

### Ifjúkora, pályája a világháborúig
Tamásy Árpád 1861. december 9-én született a brassó vármegyei Kőhalom városban. Nagyszebenben járt gimnáziumba, majd 1875-78 között a Mährisch-Weisskirchenben működő katonai főreáliskola növendéke volt. Tanulmányait  a bécsi Műszaki Katonai Akadémián folytatta 1878 és 1881 között. 1886-tól 1888-ig a bécsi cs. és kir. vezérkari akadémián (Kriegsschule) tanult, a vezérkarban hosszú időn át különböző beosztásokban dolgozott. Néhány évig a király katonai irodájához volt beosztva. 1902-ben a soproni 18. honvéd gyalogezredhez helyezték át, majd hosszú ideig szolgált a Honvédelmi Minisztériumban. 1913. november 11-én kérelmére áthelyezték a Magyar Királyi Honvédség állományába. 1914-ben a cs. és kir. Hadügyminisztériumba (Kriegsministerium) helyezték csoportfőnöknek, ebben a minőségében a hivatalos delegációk tárgyalásain a hadügyminisztert helyettesítette.

### Az első világháborúban
1914. szeptember elején altábornagyként a szegedi 23. honvéd gyaloghadosztály parancsnokává nevezték ki, Heinrich Daempf altábornagy helyére. Ezt a hadosztályt 1914. augusztusában előbb a szerb frontra küldték. A Szerémség keleti részén, a Száva menti Szávaszentdemeter körzetében (ma: Srijemska Mitrovica, Szerbia) vonultak fel, Tersztyánszky Károly lovassági tábornok seregcsoportjának kötelékében, de a hadvezetőség döntése értelmében augusztus 21-én vasúton az orosz harctérre szállították őket, a 3. osztrák–magyar hadsereg kötelékébe. Tamásy altábornagy itt vette át a 23. hadosztály parancsnokságát. A tűzkeresztségen augusztus 30-án Lemberg mellett, Remenovnál estek át. Szeptember 6–11. között részt vettek a második lembergi csatában is, majd a San folyón át visszavonultak. Szeptember 14-én megérkeztek új állomáshelyükre, a Przemyśl erődbe.

### APrzemyśl erődvédelme

#### Az első ostrom
Tamásy altábornagy, a 23. hadosztály parancsnoka lett az ostromra készülő erőd főtartalékának parancsnoka is. Vezetése alatt az oroszok által ostrom alá fogott város és az erődrendszer védőserege sok véres és kegyetlen csatát vívott. Az erőd felszerelése nem felelt meg a követelményeknek. 100 lövegből álló tüzérségének nagy része régi típusú, kis lőtávolságú ágyú volt, mindössze 4 darab 30,5 cm-es mozsár és néhány kisebb tábori ágyús ütege állt a kor színvonalán. A lőszerkészlet szűkös volt, a vár élelmiszerkészlete 3 hónapra volt elegendő.
A védő csapatok már 1914. augusztus közepe óta fokozatosan érkeztek az erődbe. A m. kir. 97. népfelkelő dandárt Weeber vezérőrnagy parancsnoksága alatt a 3. hadsereg parancsnoksága alá rendelték, és augusztus 25-én Lembergen át a vár felé indították. A népfelkelő dandár nem volt géppuskákkal felszerelve. A Lemberg környéki harcokon átverekedték magukat, és szeptember 15-én súlyosan megritkítva érkeztek az erődbe. A 97. népfelkelő dandáron kívül az erődbe a következő magyar honvéd csapatok érkeztek: a 3., 4., és 6. honvéd menetezred, a 4. honvéd huszárezred 2. százada, a köteléken kívül álló 16. honvéd menetezred, és a 6. népfelkelő huszárosztály. Az erőd védereje 65 zászlóaljból állt, közülük 36 magyar honvéd és népfelkelő, 19 rutén, 5 osztrák és Landwehr, 5 lengyel, és néhány vegyes zászlóalj, továbbá néhány pótszázad, a három cs. és kir. tartalék lovasszázad és egy lovasított tiroli lövész század. Tamásy javaslatára Nónay Dezső ezredest, a 23. honvéd hadosztály 5. ezredének parancsnokát nevezték ki a Przemyśl erőd V. védőkerületének parancsnokává.
Przemyślt 1914. szeptember 18-ától ostromolták első ízben Radko Dimitrijev orosz tábornok 3. hadseregének csapatai. Az erődítmények tervrajzai már korábban az oroszok kezébe jutottak, az áruló Alfred Redl vezérkari ezredes 1902–1913 közötti ténykedése révén. 1914. szeptemberének végére a 3. orosz hadsereg teljes ostromgyűrűbe fogta Przemyślt. A felmentő seregre várva a védők – köztük a 23. honvédhadosztály – több kitörést kíséreltek meg. Október 12-én a Monarchia 3. hadserege felmentette az ostromlott Przemyślt, így a 23. hadosztályt, Tamásy parancsnoksága alatt a San folyó menti frontra küldték, itt harcoltak november 5-éig.

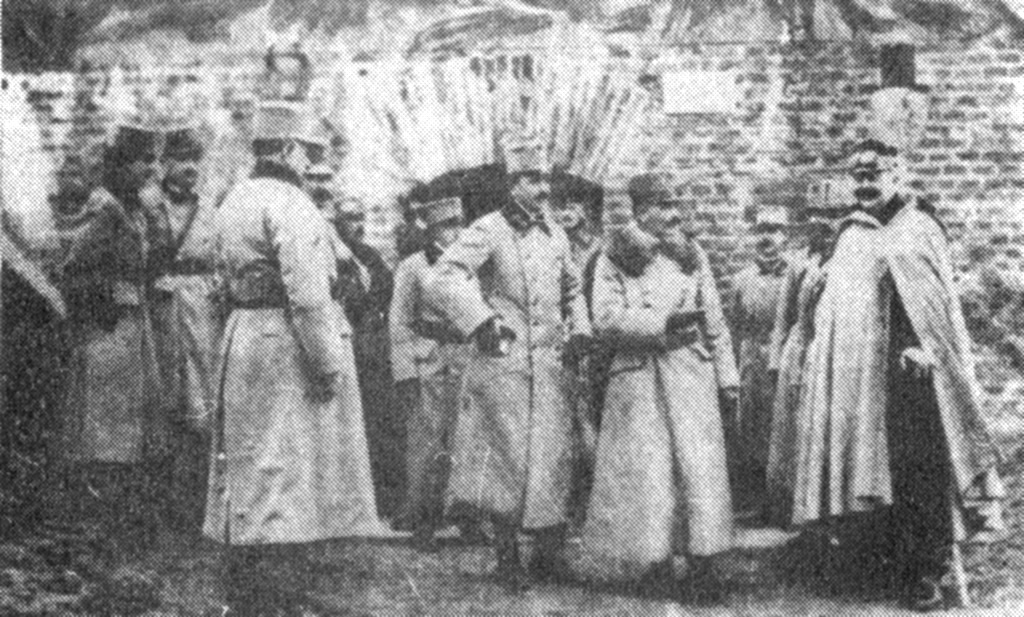
Károly főherceg trónörökös látogatást tesz a Przemyśl erődben, az első ostrom után (1914 vége)

#### A második ostrom
Az osztrák-magyar csapatoknak azonban alig egy hónap múlva vissza kellett vonulniuk. A nyomukban érkező 11. orosz hadsereg 1914. november 8-án másodszor is körülzárta az erődöt. Az egyhavi harci szünet kevés volt, hogy az első ostrom által okozott károkat felszámolják. A védőőrség élelmiszerkészlete ekkor már csak 40 napra volt elegendő, ezt a felduzzasztott létszámú védőrségen kívül az oroszok elől ide menekült lakosság is fogyasztotta. Az ostrom negyedik hónapjára a legtöbb katona a végsőkig legyengült, éhhalál is előfordult. A zord téli időjárás nehezítette nagyobb szabású felmentő hadművelet kivitelezését. Ilyen körülmények között 1914. november 8. – március 22. között a védősereg, benne több tízezer magyar katona, emberfeletti teljesítményt nyújtott. Dimitrijev tábornok nem tudta bevenni az erődöt. Igaz, ezúttal nem erőltette az első ostromra jellemző, tömeges rohamokat, mert az idő neki, az ostromlónak dolgozott. 1914. november 3-án és december 4-én a védősereg jelentős kitörési kísérleteket hajtott végre, sikertelenül.
A háború utáni szakértői elemzések gyakran úgy értékelik, hibás döntés volt a második ostrom elvállalása, célszerűbb lett volna Przemyślt kiüríteni, létesítményeit lerombolni. Az erődök azonban nem azért épülnek, hogy harc nélkül feladják azokat. Przemyśl második ostroma azért végződött kudarccal, mert a helyőrség élelmiszertartalékait a helyőrség és a polgári menekültek idő előtt felélték. A Przemyśl felmentésére indított kárpáti téli csata pedig orosz győzelmet hozott. A hibás döntés tehát inkább az volt, hogy a második ostrom előtt nem halmoztak fel elegendő élelmiszert és hadianyagot, és a városból nem evakuálták a polgári lakosságot.
1914 decemberének első napjaiban Conrad vezérkari főnök a Beszkidek lejtőin, Limanovánál támadást indított, magyar csapatok részvételével. Áttörték az orosz vonalakat, megakasztották Bruszilov tábornok előrenyomulását. Az 1915. január 23. – március 20. között, kíméletlen időjárásban zajló kárpáti téli csatában, amelyet Przemyśl felmentésére indítottak, mindkét fél hatalmas veszteségeket szenvedett, de az orosz haderő nem hátrált meg, a felmentés nem sikerült. 
Az ostromlók felülkerekedtek, március 13-án elesett Przemyśl legfontosabb előretolt állása, a Na Gorach magaslat. A készletek kifogytak. Hermann Kusmanek gyalogsági tábornok, erődparancsnok rádiótávírón jelentette a haderő-főparancsnokságnak, hogy az élelem március 24-éig tart ki. Frigyes főherceg gyalogsági tábornok március 16-án közölte Kusmanek tábornokkal, hogy az erőd nem számíthat felmentésre, és parancsot adott a kitörésre. A haditerv szerint az Uzsoki-hágó irányában törtek volna át, hogy 70 kilométernyi utat megtéve egyesüljenek a Kárpátok mögött harcoló osztrák-magyar hadsereggel. A végsőkig leharcolt katonáknak ez lett volna a végső, halvány esélyük a fegyverletétel és a hadifogság elkerülésére. 1915. március 19-ére virradó éjszaka a lembergi országút két oldalán megkísérelték a kitörést, de az utolsó erőtartalékaikat elhasználó katonák nem tudták áttörni az orosz állásokat. Az egész ostrom legsúlyosabb veszteségét szenvedték el. Tamássy altábornagy 23. honvéd hadosztálya 8500 katonájából csak 32% (2660 fő) tudott visszavonulni, a többiek harcban estek el, vagy megadták magukat.
A haderő-főparancsnokság most már hozzájárult az erőd feladásához. 1915. március 21-én éjjel a védők egyszerre kilőtték a vár összes ágyúit, majd március 22-én virradóra a kiéheztetett védősereg minden erődítést, hidat, harceszközt felrobbantott, minden lőszert, katonai felszerelést megsemmisített, majd az erőd megadta magát. Március 22-én reggel az oroszok bevonultak Przemyślbe. Kilenc tábornok (köztük a parancsnok, Kusmanek gyalogsági tábornok, és helyettese, Tamásy Árpád altábornagy, a töredékére olvadt 23. honvéd hadosztály parancsnoka), 2593 tiszt, 117 ezer katona és 30 ezer sebesült esett orosz fogságba. Három nappal később a legyengült, elcsigázott foglyokat elindították a hadifogolytáborok felé, ahonnan sokan soha többé nem tértek vissza.

### Visszatérés a hadifogságból
1917. augusztus 13-án, még hadifogsága idején táborszernaggyá léptették elő. Vele együtt több tábornok és számos tiszt is magasabb rangot kapott, akik szintén orosz fogságban voltak. Megkapta a belső titkos tanácsosi méltóságot is.
Oroszország összeomlása után, 1918. március 18-án aláírták a breszt-litovszki békeszerződést, amely előírta az orosz fogságban lévő összes katona azonnali szabadon bocsátását. Nagyon sokan térhettek haza, köztük Tamásy altábornagy is. 1918. március 1-jén kihirdették Tamásy 1917-es táborszernagyi előléptetését, és kinevezték őt a 20. honvéd gyalogos hadosztály parancsnokának, Viktor von Mouillard vezérőrnagy helyére. Alig egy hónap után, 1918 áprilisában átadta a hadosztály parancsnokságát Rudolf Seide altábornagynak. Tamásyt magasabb tisztségre emelték. Rudolf Krauss altábornagytól átvette a XXII. hadtest parancsnokságát, és vezette azt 1918 júliusáig, ekkor átadta a parancsnokságot Ernst Kletter von Gomnik gyalogsági tábornoknak. Júliustól újabb hadtestparancsnoki kinevezést kapott, a budapesti IV. hadtest vezetését vette át Alois von Schönburg-Hartenstein herceg, lovassági tábornoktól. A főleg magyar katonákból álló hadtestet az olasz frontra rendelték, Svetozar Borojević tábornagy hadseregcsoportjával és a Wenzel von Wurm vezérezredes Isonzó-hadseregével. Tamásy hadtestének katonái nagy számban dezertáltak. Az 1918. októberi Vittorio Venetó-i csatavesztés a hadtest teljes összeomlását hozta, a harcoló katonák nagy része fogságba került, sokan pánikba esve menekültek, és gyalogosan igyekeztek hazajutni, a magyar kormány hívására. Tamásy akkor érkezett vissza a fővárosba, amikor már lezajlott az őszirózsás forradalom és megtörtént a politikai összeomlás. Ekkor nyugállományba vonult.

### Utolsó évei, halálának körülményei
A két világháború közötti évtizedekben Budapesten élt, háborús hősnek kijáró tisztelettől övezve. Több hivatalos elismerést kapott, és felvették a Vitézi Rendbe is. 1939. február 1-jén hunyt el Budapesten. A Farkasréti temetőben helyezték örök nyugalomra, sírja ma is itt található (6/5. parcella, 1-17. sz. sírhely).

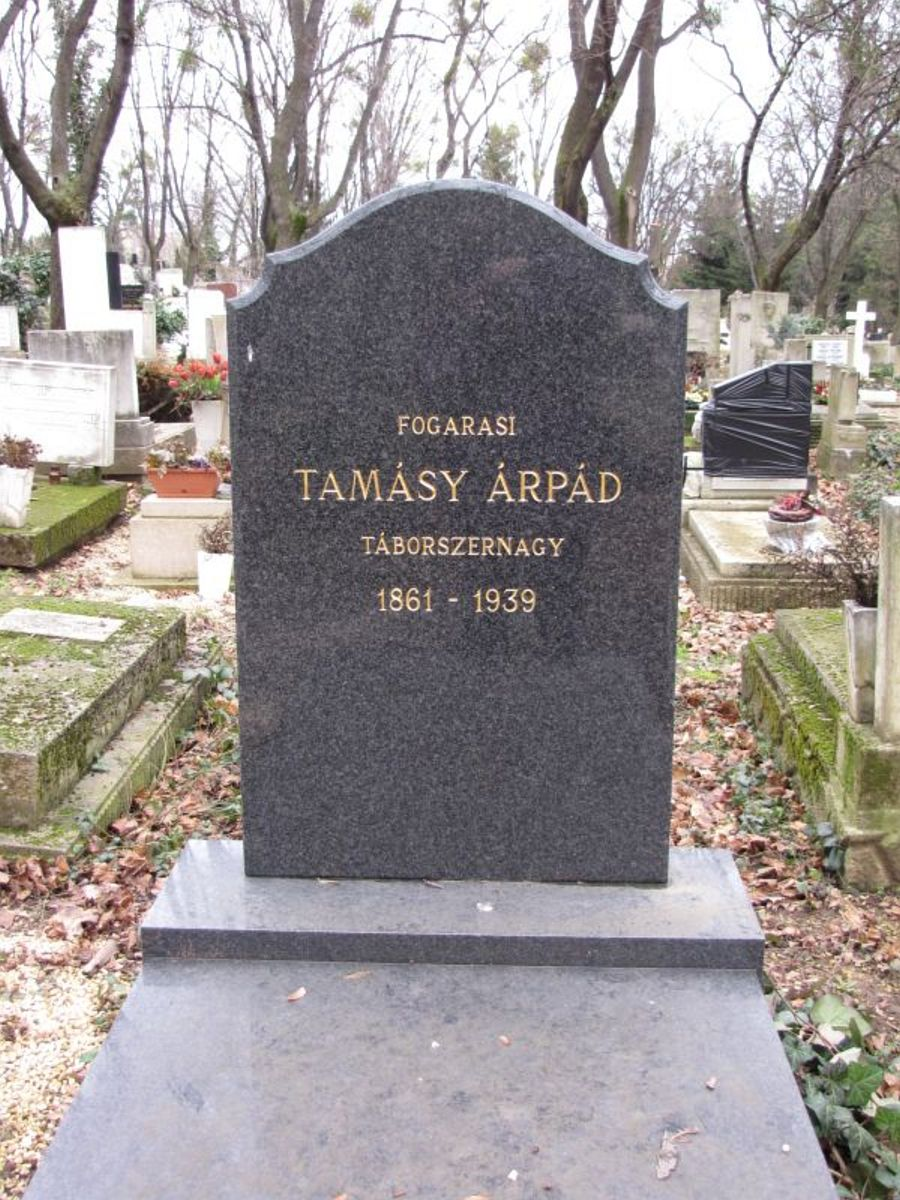
Sírja a Farkasréti temetőben (6/5-1-17)

Három héttel később, 1939. február 24-én Keresztes-Fischer Ferenc m. kir. belügyminiszter rendeletileg feloszlatta a Magyar Nemzetiszocialista Pártot és a Magyar Hungarista Mozgalmat. Az államrendőrség megszállta a betiltott szervezetek hivatali helyiségeit, a párt legtöbb vezetőjét őrizetbe vették és internálták. Az elkobzott taglistákon megtalálták Vitéz Fogarasi Tamásy Árpád m. kir. ny. táborszernagy nevét. A február 1-jén elhunyt Tamásy hagyatékából előkerült 147 010. számú pártigazolványa is. Hivatalos körökben nagy megdöbbenést keltett, hogy a przemyśli hős, a Vitézi Rend tagja, a köztiszteletben álló háborús veterán is tagja volt Szálasi Hungarista Mozgalmának. Esete rávilágított arra, hogy a hungarista szervezkedés milyen mélyen behatolt a magyar honvédség főtiszti karába is.

## Kapcsolódó információk
- Dr. Marossy Endre: Przemyśl eleste (1915. március 22.), Hol hőseink vére folyt… c. kötetből, Coldwell Kiadó, Budapest, 2003.
- Életrajza, világháborús részvétele (angol nyelven). [2003. december 31-i dátummal az eredetiből archiválva]. (Hozzáférés: 2017. szeptember 1.)
- A honvéd gyaloghadosztályok listája Archiválva 2012. január 2-i dátummal a Wayback Machine-ben
- A honvéd magasabb egységek listája
- A Történelmi Vitézi Rend honlapja
- Sírja a Farkasréti temetőben, Budapesti Negyed 40-41-42. sz., 2003/2-2003/4.
- A magyar honvédség az első világháborúban. In: Magyarország a XX. században, I. kötet. Babits Kiadó, Szekszárd, 1996–2000. – mek.oszk.hu